# Melòdica
La melòdica és un instrument de vent de llengüetes lliures, similar a l'acordió o l'harmònica. Aquest instrument presenta un teclat a la part superior que produeix bufant per una embocadura o un bec situat en un extrem de l'instrument. Pitjant una tecla s'obre un forat, cosa que permet que l'aire hi flueixi fregant una canya. Usualment el teclat és de dues o tres octaves. Les melòdiques són portàtils. Han estat molt populars en l'educació de música, sobretot a l'Àsia.
Aquest instrument va ser inventat per Hohner en la dècada de 1950 o de 1960, empresa que el va patentar i en va popularitzar el nom. Tanmateix, altres empreses van produir el mateix instrument sota altres noms comercials, com ara melodion (Suzuki), pianica (Yamaha), melodihorn (Samick), orgamonica, mouth organ, pianohorn, piany, melodyhorn (Samick), piano de bufar, diamonica, melodika (Apollo) o clavietta, entre d'altres, però la denominació melòdica és la que ha romàs com a nom genèric per a aquesta classe d'instrument.

## Tipus de melòdiques
Les melòdiques es poden classificar principalment per la tessitura de l'instrument: 
- Melòdica soprano: sona en un registre més alt que la tenor. Alguns models estan dissenyats per a tocar-los amb les dues mans simultàniament: la mà esquerra toca les tecles negres i la dreta, les blanques. D'altres models es toquen com la resta de les melòdiques.
- Melòdica tenor: és un tipus de melòdica amb un registre més baix que la soprano. La mà esquerra sosté l'ansa del costat inferior i la mà dreta toca el teclat. La melòdica tenor es pot tocar amb totes dues mans si s'insereix un tub flexible a l'embocadura i es col·loca l'instrument sobre una superfície plana.
- Melòdica baixa: té un registre més baix que la tenor; és la menys comuna de totes.
- Accordina: s'hi empra el mateix mecanisme, però amb polsants, semblants als d'un acordió, en comptes de tecles.
- MyLodica: s'hi empra un mecanisme similar, però està fabricada amb fusta.[2]

Els fabricants de melòdiques més coneguts són Sound Electra, Ángel, Hohner, Suzuki, Yamaha i Samick.

## Instrumentalistes famosos que sonaven la melòdica
Augustus Pablo